# جوش غرين
جوش غرين (بالإنجليزية: Josh Green)‏ هو سياسي أمريكي، ولد في 11 فبراير 1970 في كينغستون في الولايات المتحدة. حزبياً، نشط في الحزب الديمقراطي. وقد انتخب عضو مجلس النواب في هاواي.